# Jūraku-ji
Jūraku-ji (十楽寺?) es un templo budista de la secta Shingon en la localidad de Awa de la prefectura de Tokushima (Japón). Se trata del séptimo templo de peregrinación del Camino de Shikoku. Fue fundado por el monje Kūkai, quien también talló la imagen principal de la institución que retrata a Amitābha.

## Historia

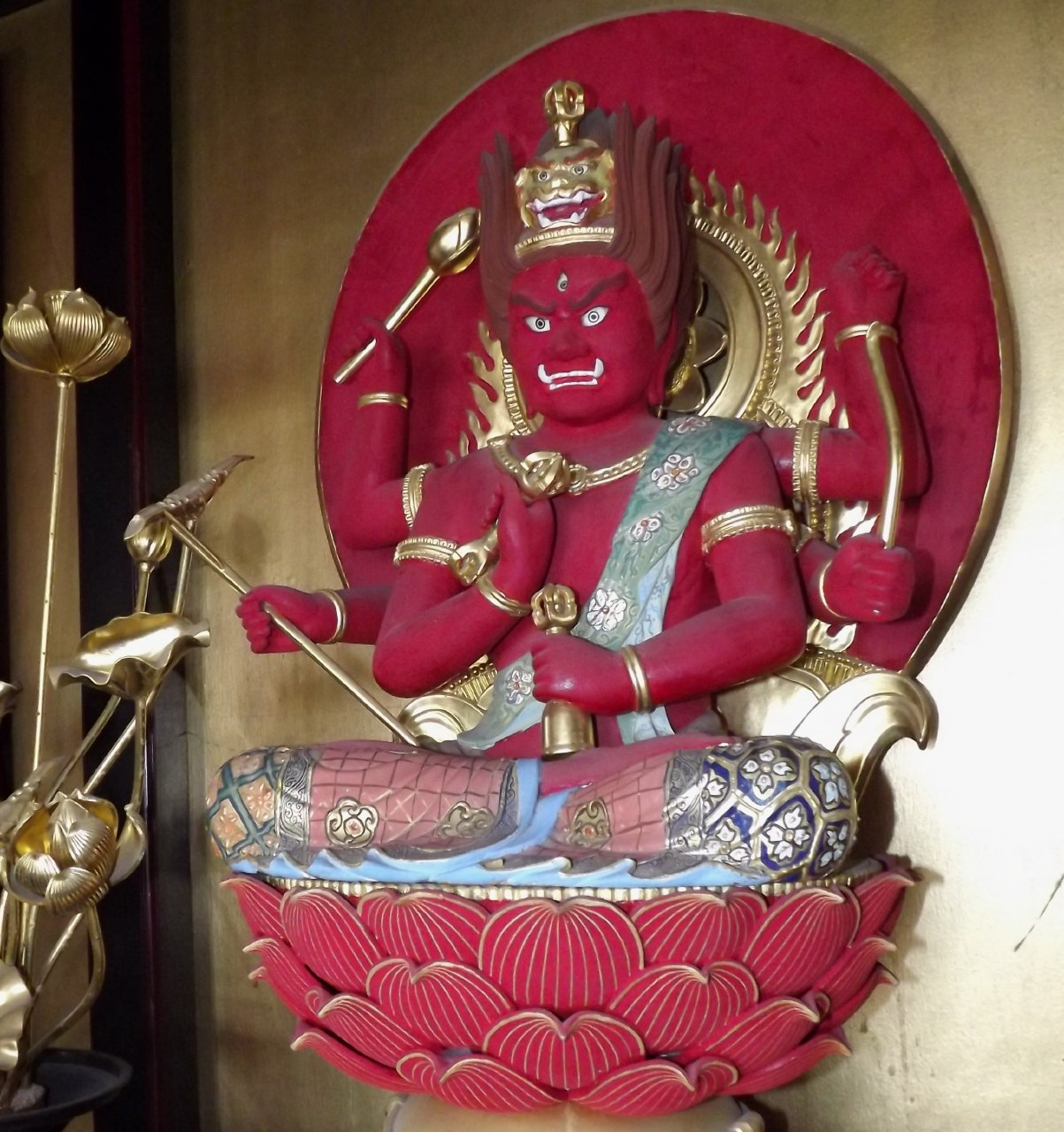
Estatua de Aizen Myō-ō en el Jūraku-ji.

Kūkai fundó el templo entre el año 806 y 810 tras sentir la presencia de Amitābha en el lugar, a tres kilómetros al norte de la ubicación actual. Nombró al recinto Kōmeizan Jurakuji, cuyo significado referencia a 10 dificultades y placeres de la vida. Fue el complejo más grande de la antigua provincia de Awa hasta que Chōsokabe Motochika atacara el área en 1528. Aunque las pagodas resultaron destruidas tras los incendios, el sacerdote del templo salvó la estatua principal. En 1635 se reubicó el templo, mientras que en el período Meiji se reconstruyó el salón principal, junto con el salón Daishi y la casa de huéspedes. En 1994, se construyó una nueva sala principal de madera. En la actualidad los fieles visitan las estatuas Jizō y de Aizen Myō-ō alegando que poseen propiedades curativas.

## Arquitectura y estatuas
La característica más llamativa de Jūraku-ji son sus dos puertas de estilo chino; mientras la primera está pintada de bermellón, la otra es de madera simple. Ambas se encuentran frente a la otra y a diferentes alturas. Tras atravesar la primera puerta roja se puede encontrar un grupo de estatuas Jizō llamadas Mizuko Jizō y dedicadas a niños no nacidos. Un edificio blanco alberga la oficina del templo y el alojamiento de los peregrinos. Frente a un pino se localiza una estatua de Buda en posición sedente; más a la izquierda hay una imagen grande de Fudō Myō-ō.
El salón principal se encuentra al otro lado de una pequeña plaza desde la puerta de entrada. Frente a él se encuentra un lavabo de piedra, y en el lado izquierdo de la veranda hay un recinto de madera que alberga una estatua de Binzuru. Unos escalones de piedra conducen al salón Daishi desde la parte occidental del salón principal. Junto a estas escaleras se encuentra una imagen de piedra de Jizō bajo un refugio de madera que tiene la atribución de ser capaz de curar la ceguera.

## Galería
|                               |
| La segunda puerta del templo. |

|                     |
| El salón principal. |

|                          |
| Estatua de Buda sentado. |

|                |
| Estatua 'Jizō. |